# Tatjana Zacharowa
Tatjana Zacharowa (ur. 7 listopada 1989 w Pietropawłowsku) – kazachska zapaśniczka w stylu wolnym. Dwunaste miejsce na mistrzostwach świata w 2010 i 2011. Brązowa medalistka mistrzostw Azji w 2011 i 2012 i mistrzostw Azji juniorów w 2009. Dziesiąta w Pucharze Świata w 2011 roku.